# Kim van de Velde
Kim van de Velde (geborene Behrens, * 22. September 1992 in Bremen) ist eine deutsche Volleyball- und Beachvolleyballspielerin.

## Karriere Hallen-Volleyball
Kim van de Velde begann als Neunjährige mit dem Hallenvolleyball in ihrer Heimatstadt beim Bremer TS Neustadt. Später spielte sie hier in der Regionalligamannschaft, in der Bremer Landesauswahl und in der Jugendnationalmannschaft. 2007 wechselte die Außenangreiferin ins Volleyballinternat zum USC Münster, wo sie bis 2016 in der Zweitligamannschaft spielte.
In der Saison 2009/10 hatte sie auch mehrere Einsätze im Erstligateam des USC. 2011 wurde van de Velde mit dem USC Münster deutsche U20-Vizemeisterin.

## Karriere Beachvolleyball

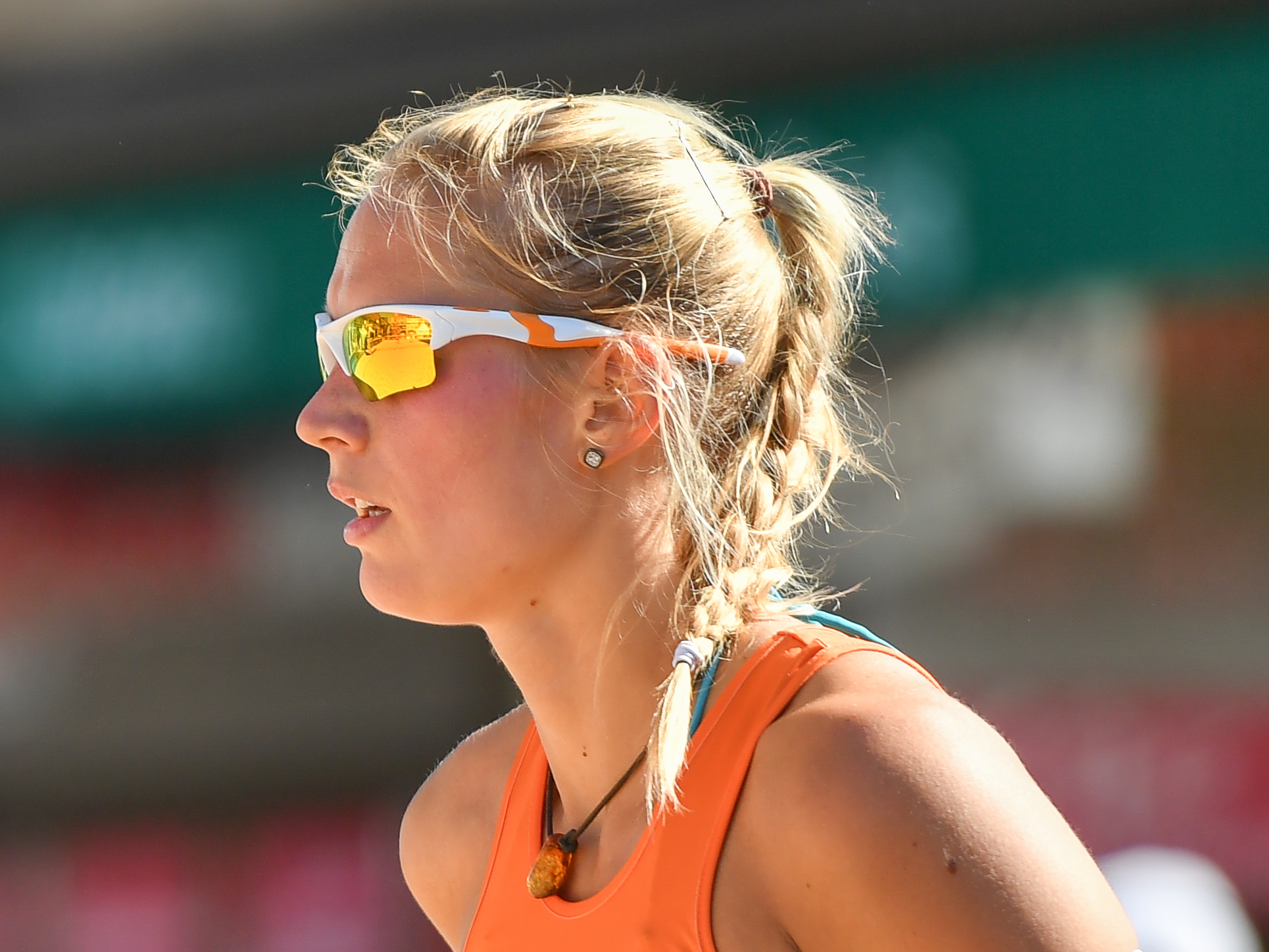
Kim van de Velde bei der Smart Beach Tour 2017 in Nürnberg

Seit 2010 ist Kim van de Velde auch im Beachvolleyball aktiv. Zunächst spielte sie mit verschiedenen Partnerinnen auf der Smart Beach Tour und anderen nationalen Turnieren. An der Seite von Sandra Seyfferth wurde sie 2011 Vierte bei der U20-Europameisterschaft in Tel Aviv. 2012 bildete sie mit Stefanie Hüttermann ein Duo und war erstmals auch auf der FIVB World Tour unterwegs. Bei den deutschen Meisterschaften in Timmendorfer Strand belegten van de Velde/Hüttermann Platz 13. Im Anschluss daran landete van de Velde zusammen mit Christine Aulenbrock bei der U21-Weltmeisterschaft im kanadischen Halifax auf dem fünften Platz.
2013 und 2014 spielte Kim van de Velde wieder mit Sandra Seyfferth zusammen. Die beiden Abwehrspezialistinnen erreichten Platz fünf bei der U22-Europameisterschaft in Varna und Platz neun bei den deutschen Meisterschaften. 2014 wurden van de Velde/Seyffert in Porto Studentenvizeweltmeisterinnen und belegten bei den deutschen Meisterschaften erneut Platz neun. 2015 hatte van de Velde verschiedene Partnerinnen, darunter Jenny Heinemann, mit der sie bei den deutschen Meisterschaften wiederum Platz neun belegte. Bei den Antalya Open wurde van de Velde mit Anni Schumacher Fünfte. 2016 war Nadja Glenzke ihre Partnerin. van de Velde/Glenzke gewannen die CEV-Satellite-Turniere im rumänischen Timișoara und im mazedonischen Skopje. Auch mit Glenzke landete van de Velde bei den deutschen Meisterschaften 2016 auf dem neunten Platz.
2017 gelang van de Velde im australischen Shepparton (1 Stern Turnier) an der Seite von Anni Schumacher erstmals der Sprung aufs Treppchen bei der FIVB World Tour. Weitere Erfolge von van de Velde/Schumacher waren auf der World Tour Platz vier in Sydney (2 Sterne) und Platz zwei in Monaco (1 Stern). Hinzu kamen auf der europäischen CEV Tour ein zweiter Platz beim Masters in Ankara und der Sieg beim Satellite in Ljubljana sowie die Siege beim Smart Beach Cup in Nürnberg und beim Smart Super Cup in Kühlungsborn.
Bei der Deutschen Meisterschaft wurden van de Velde/Schumacher Siebte, es war das letzte gemeinsame Turnier, da Anni Schumacher danach ihre aktive Beachkarriere beendete. Von Oktober 2017 bis Ende 2018 bildete van de Velde ein Team mit Sandra Ittlinger, das von Kay Matysik trainiert wurde. Auf der FIVB World Tour 2017/18 hatten die beiden zahlreiche Top-Ten-Platzierungen. Bei der Europameisterschaft in den Niederlanden wurden van de Velde/Ittlinger Neunte. In Timmendorfer Strand wurden sie nach einer Finalniederlage gegen Bieneck/Schneider deutsche Vizemeisterinnen.
Seit Frühjahr 2019 spielte van de Velde an der Seite von Cinja Tillmann. In ihrer ersten gemeinsamen Saison konnten sie zwei Turniere der nationalen  Techniker Beach Tour gewinnen. International gelangen ihnen drei 17. Plätze bei den 4-Stern-Turnieren der FIVB World Tour in Xiamen, Jinjiang und Espinho, wobei sie vom Deutschen Volleyball-Verband zu sechs weiteren Turnieren, bei denen sie spielberechtigt gewesen wären, nicht gemeldet wurden.
Der Verband berief sich bei seiner Entscheidung auf die Notwendigkeit, den Nationalteams im Hinblick auf die Olympischen Sommerspiele 2020 bevorzugt internationale Spielpraxis einräumen zu müssen und sich daher gegen van de Velde/Tillmann entschieden zu haben, wogegen sich das Team juristisch zur Wehr setzte. Nach einem 17. Platz bei der Weltmeisterschaft in Hamburg und einem neunten Rang bei der Europameisterschaft in Moskau beendete das Duo die Saison mit einem dritten Platz bei den Deutschen Meisterschaften, wobei Kim van de Velde im kleinen Finale gegen ihre ehemalige Partnerin Sandra Ittlinger gewann. Auch 2020 erreichten van de Velde/Tillmann bei den Deutschen Meisterschaften Platz drei.
Der größte Erfolg ihrer bisherigen Karriere gelang Kim van de Velde und Cinja Tillmann jedoch bei der Europameisterschaft in Jūrmala im gleichen Jahr. Nach einer 0:2 Auftaktniederlage gewann das deutsche Duo die folgenden fünf Spiele jeweils mit 2:0 Sätzen und wurde erst im Finale von den Schweizerinnen Joana Heidrich und Anouk Vergé-Dépré nach einem vergebenen Matchball in drei Sätzen knapp besiegt (21:18, 14:21, 16:18).
So wurden die beiden Deutschen zum Saisonabschluss noch Vize-Europameisterinnen.
2021 spielte van de Velde wieder zusammen mit Sandra Ittlinger. Auf der FIVB World Tour hatten die beiden durchwachsene Ergebnisse. Auf der German Beach Tour 2021 erreichten sie die Plätze eins, vier, zwei und eins.
Im August wurden sie sowohl bei der Europameisterschaft in Wien als auch beim nationalen „King of the Court“-Turnier in Hamburg Neunte. Anfang September erreichten van de Velde/Ittlinger bei der deutschen Meisterschaft Platz drei.
Nach ihrer Hochzeit und ihrer Babypause stand van de Velde Ende Dezember 2022 zusammen mit ihrer neuen Partnerin Chenoa Christ im Endspiel des Future-Turniers in Den Haag, in dem sie gegen das niederländische Duo Brecht Piersma / Emi van Driel unterlag.
Auf der German Beach Tour 2023 gelangten Christ/van de Velde der Sieg beim ersten Tourstopp in Bremen. Nach einem dritten Platz beim zweiten Turnier in Bremen gewannen sie auch das Turnier in Hamburg. Weitere Platzierungen waren zweimal Platz zwei in Düsseldorf, Platz drei in München sowie Platz sieben in Berlin. Anfang September erreichten sie bei der deutschen Meisterschaft Platz fünf.
Mit ihrer Interimspartnerin Paula Schürholz gewann van de Velde auch auf der German Beach Tour 2024 das Turnier in Bremen. Im zweiten Halbjahr 2024 war Sandra Ittlinger erneut van de Veldes Partnerin. Auf der German Beach Tour gewannen die beiden die Turniere in Heidelberg, in München und in Kühlungsborn. Bei der deutschen Meisterschaft 2024 wurden Ittlinger/van de Velde Dritte. Beim Elite16 in João Pessoa auf der World Pro Tour 2024 im Oktober erreichten sie Platz fünf. Noch besser lief es für sie beim gleichwertigen Event in der zweitgrößten Stadt Brasiliens, als sie ihr bis zu diesem Zeitpunkt bestes Resultat in der Weltserie erkämpften. Nach dem zweiten Rang im Pool siegten sie in der Runde der Zwölf gegen Thainara / Elize Maia und im Viertelfinale gegen deren Landsfrauen Vitória / Hegeile und beendeten das Turnier als Vierte. Beim Challenge-Turnier im philippinischen Nuvali standen Ittlinger/van de Velde zum ersten Mal in der Weltserie auf dem Treppchen.
2025 legt van de Velde eine familiäre Pause ein.

## Berufliches
Nach dem Abitur 2012 wurde Kim van de Velde bei der Polizei Münster ausgebildet. Anschließend absolvierte sie ein Psychologie-Fernstudium.

## Privates
Behrens heiratete im Januar 2022 den niederländischen Beachvolleyballspieler Steven van de Velde. Im Frühjahr 2022 wurde sie Mutter.
Der Profifußballer Kevin Behrens (* 1991) ist ihr älterer Bruder.